# 根平邦人
根平 邦人（ねひら くにと、1936年9月6日 - ）は、日本の植物学者、自然科学者、理学博士。広島大学及び広島経済大学名誉教授。現在放送大学客員教授、実践生物教育研究会講師でもある。鳥取県境港市出身。広島市西区在住。

## 来歴
- 鳥取県立境高等学校を卒業。
- 1959年3月、広島大学理学部生物学科（植物学専攻）を卒業。
- 1966年3月、広島大学大学院理学研究科博士課程修了、理学博士の学位を得る。
- 1968年9月、広島大学教養部助手に就任。
- 1972年1月、同部助教授に就任。
- 1974年6月、広島大学総合科学部助教授に就任。
- 1983年10月、同学部教授に就任。
- 1998年から2000年まで、日本生態学会中国四国地区会長を務める。
- 2000年3月、広島大学を定年退官、翌4月、同大学より名誉教授の称号を授与される。
- 2000年5月から2001年9月まで、国際協力事業団長期専門家としてアフリカ・ケニア共和国に派遣。
- 2001年9月、広島経済大学非常勤講師に就任し、翌2002年4月、教授に。
- 2003年4月、放送大学客員教授に就任（～現在）。
- 2007年3月、広島経済大学を退任し、翌4月、同大学名誉教授。
- 2020年4月、瑞宝中綬章受章[1]。

## 人物
- 元々は画家を志していた。
- 本人は「自分は細かいことは気にしない性格」と言うが、彼の研究は『コケ類の胞子発芽の様式』というミクロな世界の研究から始まった。
- 近年は、タンポポの研究を日課にしている。
- 非常に教育熱心な人で、講義中に英語を使うこともある。また、講義を受ける生徒には「寝るのは構わないが、私語だけは許さない」という独特なルールを設けている。私語は他の人に迷惑だが寝るのは迷惑にならないという考えに基づいたものである。

## 主な著作
- 進化をどう理解するか（共立出版、1974年）
- 種の起源99の謎―35億年の生物進化に挑む（産報ジャーナル、1978年）
- 系統進化をたどる（共立出版、1982年）
- 「左と右」で自然界をきる（三共出版、1995年）
- 生物界の左と右（共立出版、1998年）